# James A. Grieg
James Alexanderssøn Grieg, född den 2 oktober 1861 i Bergen, död där den 19 februari 1936, var en norsk zoolog.
Grieg var 1886-1931 konservator vid Bergens museum. Han utvidgade genom en rad faunistiska och systematiska arbeten kännedomen om Norges, särskilt Bergentraktens, havsfauna och bearbetat samlingar från åtskilliga, huvudsakligen norska havsexpeditioner.